# Mo Vaughn
Maurice Samuel Vaughn (né le 15 décembre 1967 à Norwalk, Connecticut, États-Unis) est un ancien joueur étoile des Ligues majeures de baseball. Sa carrière s'est étalée sur 12 saisons entre 1991 et 2003, dont huit années avec les Red Sox de Boston. 
Mo Vaughn, un joueur de premier but et frappeur gaucher, a cogné 328 coups de circuit dans les majeures et reçu le titre de joueur de l'année dans la Ligue américaine en 1995.

## Carrière

### Red Sox de Boston
Mo Vaughn est un choix de première ronde des Red Sox de Boston en 1989 en provenance du collège Seton Hall. Il joue son premier match dans les majeures le 27 juin 1991.
En 1993, il connaît la première de six saisons de plus de 100 points produits. Il fait marquer 101 points et claque 29 circuits.
En 1994, il frappe 26 circuits et produit 82 points en 111 parties, dans une saison écourtée par une grève des joueurs. Sa moyenne au bâton s'élève à, 310 pour une première de 5 saisons de suite où il frappera pour plus de, 300.
En 1995, Vaughn domine la Ligue américaine avec 126 points produits. Il frappe 39 circuits et maintient une moyenne au bâton de, 300. Il reçoit le titre de joueur par excellence de la saison dans l'Américaine. Il reçoit aussi la première de trois invitations en quatre ans au match des étoiles du baseball majeur et gagne un Bâton d'argent comme meilleur joueur de premier but offensif de la ligue. Incidemment, Vaughn a aussi mené la ligue pour les retraits au bâton (150).
En séries éliminatoires, cependant, il ne frappe aucun coup sûr en 14 présences au bâton face aux Indians de Cleveland, qui éliminent les Sox en trois parties seulement.
En 1996, le joueur de premier but hausse sa moyenne à, 326 en 752 présences au bâton, le plus haut total de la ligue. Il atteint des sommets personnels de 207 coups sûrs, 44 circuits, 143 points produits et 118 points marqués. Malgré de meilleures statistiques que la saison précédente et une seconde participation à la partie d'étoiles, il doit se contenter du 5e rang au scrutin du joueur de l'année.
En 1997, il frappe pour, 315 avec 35 circuits et 96 points produits. En 1998, sa dernière année avec les Red Sox, il affiche sa moyenne au bâton (, 337) la plus élevée en carrière avec 40 longues balles, 205 coups sûrs et 115 points produits. Il est invité au match d'étoiles pour la 3e fois et prend le 4e rang au scrutin du joueur de l'année.
Vaughn joue ses derniers matchs en Série de division de la Ligue américaine entre Boston et Cleveland. Il frappe 7 coups sûrs dont 2 circuits et produit un impressionnant total de 7 points en à peine 4 matchs, mais les Sox sont éliminés dès le premier tour éliminatoire par les Indians.

### Angels d'Anaheim
Les désaccords avec la direction des Red Sox incitent Mo Vaughn à rapidement tourner le dos à la franchise de Boston dès qu'il devient joueur autonome. Le 11 décembre 1998, il signe une entente de six ans pour 80 millions de dollars US, le plus lucratif contrat de l'histoire à cette époque.
Dès son premier match dans l'uniforme des Angels, Vaughn se blesse à la cheville en trébuchant dans les escaliers de l'abri des joueurs. Vaughn poursuit ses succès offensifs avec Anaheim, connaissant deux saisons de plus de 30 circuits et 100 points produits, mais fait plusieurs séjours sur la liste des joueurs blessés. Il est une fois de plus en 2000 le frappeur le plus souvent retiré sur des prises (181 fois) dans la Ligue américaine.
Vaughn ne joue aucun match en 2001 en raison de blessures. Le 27 décembre, il est échangé aux Mets de New York contre le lanceur étoile Kevin Appier.

### Mets de New York
La transaction Angels-Mets profite peu à l'équipe new-yorkaise. En 2002, sa forme physique et ses difficultés au bâton suscitent la grogne. Un regain d'énergie en fin de saison lui permet cependant de franchir la marque des 25 circuits pour la 9e saison de suite.
En 2003, il ne prend part qu'à 27 parties, la dernière en mai. Il frappe pour à peine, 190 durant cette période et met éventuellement un terme à sa carrière.
En 1512 matchs pour Boston, Anaheim et New York, Mo Vaughn a frappé 1620 coups sûrs, dont 328 coups de circuits. Il a produit 1064 points, en a marqué 861 et maintenu une moyenne au bâton de, 293.
Il fut éligible pour le Temple de la renommée du baseball pour la première fois en 2009, mais obtint à peine six votes, ce qui fut insuffisant pour que sa candidature soit à nouveau soumise dans les années suivantes.

### Dopage
Le nom de Mo Vaughn a été cité en décembre 2007 dans le rapport Mitchell sur le dopage au baseball majeur. 
Le rapport allègue que Vaughn aurait acheté des stéroïdes et des hormones de croissance, tous des produits interdits par les Ligues majeures, à Kirk Radomski. Ce dernier a présenté trois chèques signés par Vaughn, un chiffré à 2 200 $ et les deux autres au montant de 3 200 $, datés de juin 2001. Radomski prétend que ses chèques étaient des paiements pour des produits dopants qu'il lui aurait livrés personnellement. De plus, le nom, l'adresse et le numéro de téléphone de Mo Vaughn se trouvaient dans un carnet saisi au domicile de Kirk Radomski par des enquêteurs fédéraux américains.
Le sénateur George J. Mitchell, auteur du rapport qui porte son nom, a demandé à Vaughn une entrevue pour discuter de ces allégations, mais l'ancien joueur a refusé de s'y plier et de présenter sa version des faits.

### Personnalité
Même si ses succès sur le terrain et son implication dans diverses œuvres de charité ont fait de Mo Vaughn un personnage apprécié des Bostonnais, ses dernières années avec les Red Sox ont été marqués par divers conflits avec les médias locaux et la direction du club. Vaughn soutint à plusieurs reprises que l'équipe ne voulait plus de lui et échangea des insultes avec le directeur-gérant Dan Duquette. Divers incidents survinrent qui augmentèrent la tension, notamment une bagarre dans un club de nuit de Boston qui valut à Vaughn un œil au beurre noir en 1995. En janvier 1998, il fut impliqué dans un accident de la route en rentrant chez lui après une soirée dans un bar de danseuses de Providence. Des accusations de conduite en état d'ébriété furent portées contre Vaughn, mais il fut acquitté.
Après son départ d'Anaheim à la fin de l'année 2001, le lanceur des Angels Troy Percival déclara à la presse : « Le coup de bâton de Mo nous manquera, mais pas sa personnalité ». Vaughn répliqua : « Qui est Troy Percival ? Qu'a-t-il accompli ? Aucun d'entre eux n'a jamais rien fait. Aucune bannière n'est suspendue au Edison Field, qu'ils aillent au diable ! », Les Angels remportèrent leur première Série mondiale (et la bannière la commémorant) dans les mois suivants.
Le 18 avril 2013, Vaughn achète une pleine page du Boston Globe où il offre ses vœux aux Bostonnais à la suite des attentats du marathon de Boston survenus trois jours plus tôt.

## Palmarès
- Joueur par excellence de la Ligue américaine en 1995.
- Invité trois fois au match des étoiles (1995, 1996, 1998).
- Gagnant du Bâton d'argent en 1995.
- A mené la Ligue américaine pour les points produits (126) en 1995.

## Vie personnelle
Mo Vaughn est présentement propriétaire d'une compagnie (OMNI New York LLC) qui achète et rénove des immeubles à logements afin de fournir des logements à loyer modique, principalement dans la ville de New York.
L'idole de Mo Vaughn est Jackie Robinson, premier athlète Afro-Américain à avoir joué dans les Ligues majeures de baseball, jusque-là réservées aux Blancs. Lorsque la MLB décida en 1997 de retirer le numéro d'uniforme 42 porté par Robinson à la grandeur du circuit, il fut permis à certains joueurs arborant déjà le 42 de le conserver jusqu'à la fin de leur carrière. Ce fut le cas de Mo Vaughn, qui avait justement choisi ce numéro pour honorer la mémoire de Jackie Robinson,,.
Mo Vaughn est le cousin de Greg Vaughn, un ancien des Ligues majeures ayant joué à la même époque (1989-2003).